# Neobatrachus
Neobatrachus és un gènere de granotes de la família Myobatrachidae que es troba a Austràlia (tret de l'illa de Tasmània).

## Taxonomia
| Nom comú | Nom binomial                                                       |
| -------- | ------------------------------------------------------------------ |
|          | Neobatrachus albipes (Roberts, Mahony, Kendrick, and Majors, 1991) |
|          | Neobatrachus aquilonius (Tyler, Davies, i Martin, 1981)            |
|          | Neobatrachus centralis (Parker, 1940)                              |
|          | Neobatrachus fulvus (Mahony iRoberts, 1986)                        |
|          | Neobatrachus kunapalari (Mahony i Roberts, 1986)                   |
|          | Neobatrachus pelobatoides (Werner, 1914)                           |
|          | Neobatrachus pictus (Peters, 1863)                                 |
|          | Neobatrachus sudelli (Lamb, 1911)                                  |
|          | Neobatrachus sutor (Main, 1957)                                    |
|          | Neobatrachus wilsmorei (Parker, 1940)                              |